# Tomas Van Den Spiegel
Tomas Van Den Spiegel (* 10. Juli 1978 in Gent) ist ein ehemaliger belgischer Basketballspieler. Seine Position war die des Centers.

## Werdegang

### Spieler
Tomas Van Den Spiegel begann seine Laufbahn bei Okapi Aalstar. 1997 wechselte er zum belgischen Traditionsklub Sunair Oostende, mit dem er zwei Meisterschaften und ebenso viele Pokalsiege feierte. Nach dem Double unter dem Namen Telindus 2001 wechselte er zu Fortitudo Bologna nach Italien, das ihn jedoch zunächst nicht einsetzte, so dass er für den Rest der Spielzeit 2001/02 zunächst nach Ostende zurückkehrte und dort seine zweite Meisterschaft mit dem Verein feierte. Ab der folgenden Spielzeit war er fester Bestandteil des Kaders von Skipper, so der damalige Sponsorenname von Fortitudo Bologna. Nachdem Skipper in der EuroLeague-Saison 2003/04 das Finale erreicht und deutlich gegen Maccabi Tel Aviv verloren hatte, wechselte Van Den Spiegel innerhalb Italiens zu Virtus Lottomatica Roma. Mit dem Römer Verein feierte er jedoch keine besonderen Erfolge und wurde im Februar 2006 an ZSKA Moskau abgegeben, das mit Van Den Spiegel neben dem nationalen Double in der EuroLeague-Saison 2005/06 das Endspiel gegen Titelverteidiger Maccabi Tel Aviv gewann. In der darauffolgenden Spielzeit 2006/07 gewann er mit den Moskauern erneut das russische Double, verlor aber als Titelverteidiger das Finale der EuroLeague-Spielzeit 2006/07 gegen Panathinaikos Athen.
2007 wechselte Van Den Spiegel zum polnischen Meister Prokom Trefl, der damals noch in Sopot beheimatet war. Nachdem der Verein in der EuroLeague-Spielzeit 2007/08 erneut trotz teilweise starker Leistungen von Van Den Spiegel, der als „MVP“ eines Vorrundenspieltags ausgezeichnet wurde, frühzeitig gescheitert war, wurde dieser von ZSKA Moskau zurückgeholt, gewann mit der Mannschaft die russische Meisterschaft und durch einen Endspielerfolg gegen Maccabi Tel Aviv erneut den bedeutendsten europäischen Vereinswettbewerbs. Die folgende Saison begann er beim BK Asowmasch im ukrainischen Mariupol, der neben Van Den Spiegel auch den besten Euroleague-Korbschützen Marc Salyers verpflichtet und sich dabei finanziell übernommen hatte. So wechselte Van Den Spiegel im Dezember 2008 zu Real Madrid in die Liga ACB. Mit dem traditionsreichen und erfolgsverwöhnten Verein aus der spanischen Hauptstadt erreichte er jedoch in den folgenden beiden Spielzeiten nur dritte Plätze in der spanischen Meisterschaften sowie zwei Endspielniederlagen im Pokalwettbewerb „Copa del Rey“. Im höchsten europäischen Vereinswettbewerb EuroLeague blieb man jeweils nach dem Aus in den Viertelfinal-Play-offs hinter dem spanischen Rivalen FC Barcelona zurück, der zudem nach dem Sieg im direkten Play-off-Duell die Euroleague 2010 gewann.
Nach einer verletzungsgeplagten Spielzeit 2009/10 erhielt Van Den Spiegel zur Saison 2010/11 keinen neuen Vertrag in Madrid und wurde stattdessen nach Saisonbeginn von Armani Jeans Mailand verpflichtet und kehrte damit erneut in die italienische Lega Basket Serie A zurück. Der befristete Vertrag wurde nach dem vorzeitigen Ausscheiden in der EuroLeague-Spielzeit 2010/11 jedoch im Januar 2011 nicht verlängert und mangels lukrativer Angebote kehrte Van Den Spiegel in sein Heimatland zurück. Im Sommer 2011 nahm er dann mit der belgischen Nationalmannschaft erstmals an einer Endrunde teil, nachdem diese im Jahr zuvor die Qualifikation erstmals nach knapp 20 Jahren erfolgreich überstanden hatte. Bei der EM-Endrunde 2011 in Litauen ohne ihren Führungsspieler Axel Hervelle schied die Auswahl jedoch nach fünf Vorrundenniederlagen vorzeitig aus. Mit Telenet Oostende, so der neue Sponsorenname seines ehemaligen Vereins aus Ostende, gewann Van Den Spiegel in der darauffolgenden Saison 2011/12 noch einmal die belgische Meisterschaft, bevor er seine Karriere beendete.

### Funktionär
2016 trat er das Amt des Vorsitzenden der Vereinigung der europäischen Basketballligen ULEB an. 2020 wurde er in diesem Amt bis 2024 wiedergewählt. Van den Spiegel wurde 2018 zusätzlich Geschäftsführer des Radsportveranstalters Flanders Classics, der unter anderem die Flandern-Rundfahrt durchführt. 2023 wurde er Mitglied des Verwaltungsrats des RSC Anderlecht. Im selben Jahr wurde er in das Exekutivkomitee des europäischen Basketballverbandes FIBA Europa gewählt.

## Erfolge
- Belgischer Meister (3): 2000/01, 2001/02, 2011/12
- Belgischer Pokalsieger (2): 1998, 2001
- EuroLeague (2): 2005/06, 2007/08
- Russischer Meister (3): 2005/06, 2006/07, 2007/08
- Russischer Pokalsieger (2): 2005/06, 2006/07